# 黄河石林トレイルランニング遭難事故
黄河石林トレイルランニング遭難事故（こうがせきりんトレイルランニングそうなんじこ）とは、2021年5月22日に中華人民共和国の甘粛省にある黄河石林で行われていた100 kmのトレイルランニング大会で発生した遭難事故である。この事故では競技開催中に寒冷前線が直撃し、風速20 m/sをも超える強い風雨に曝され、参加者の体感温度が午前10時の時点の1 °Cから−5 °Cまで落ちた。結果として複数の参加者は標高2230 m付近に合ったチェックポイントを通過する頃には低体温症に陥り最終的に意識を失う事となった。主催者はチェックポイント間にスタッフを配置しなかった上に遭難者の多くは携帯電話の電波が入りにくいエリアにいたため事態を把握するのが遅れてしまい、結果として172人中21人もの死者を出し、それまで最悪だった1986年に発生した 長江漂流事故を死者数で上回る事態となった。

## 背景

### 主催者の地元政府

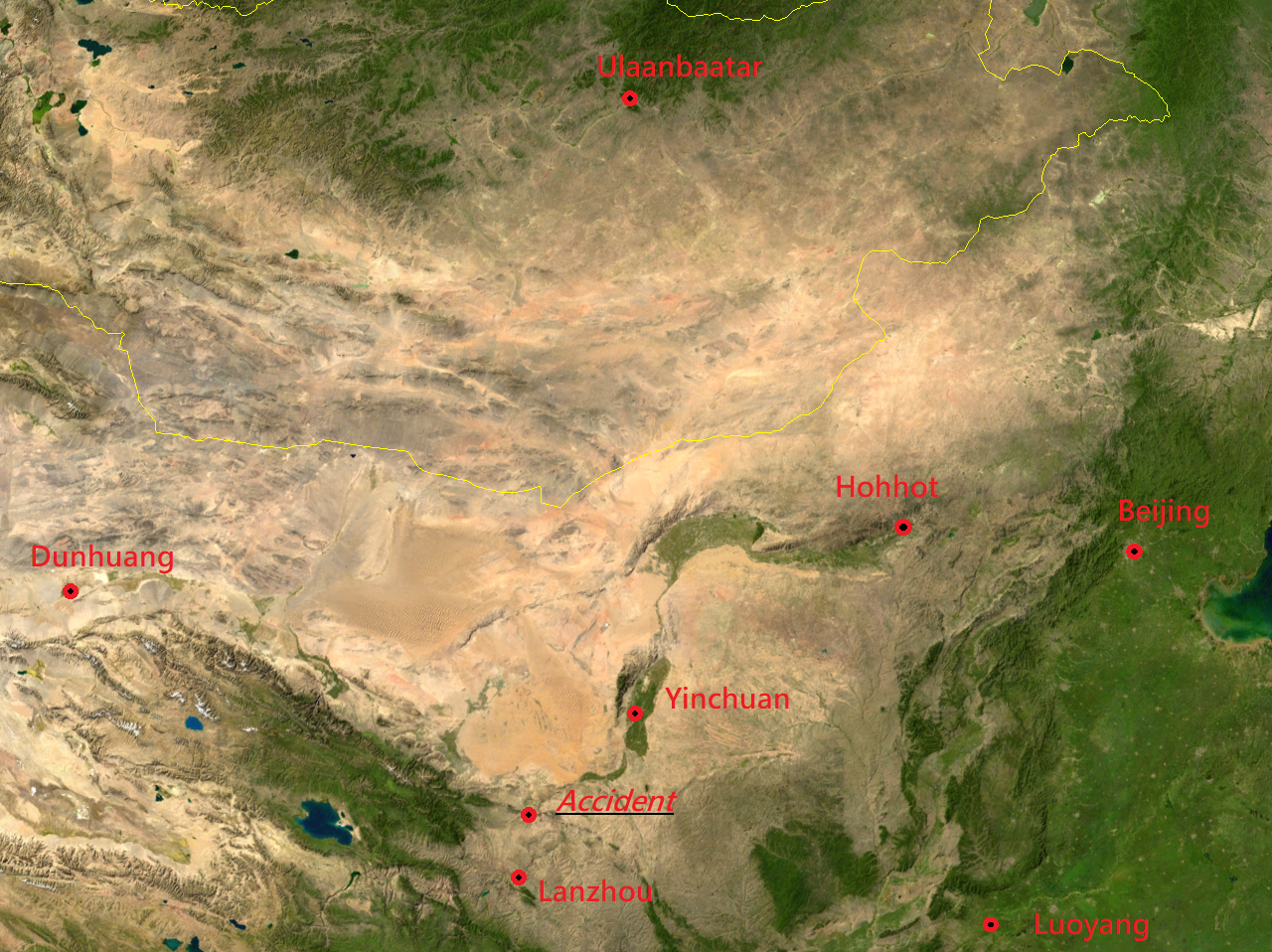
景泰県の位置

この大会は白銀市体育局と共産党景泰県委員会により2018年以降毎年行われていたものであるが、実際に現地でイベントを主催していたのは景泰県人民政府の宣伝部部長が率いる黄河石林大景区管理委員会であり、大会運営は甘粛晟景体育文化発展有限公司という地元のスポーツマーケティング企業により行われていた。しかしこの事故の報告書では両組織は実際ほとんど名ばかりの運営者であり、大会運営としてやるべきことを怠ったと非難されていて、大会コーディネーターや甘粛晟景体育文化発展有限公司の関係者の一部はその後逮捕されている。

### 大会概要
事故が発生した2021年大会では5 kmのランニング大会、ハーフマラソン、そして100 kmのトレイルランニングという3つの部門に分かれていた。トレイルランニング参加者は一年以内の50 km以上の同様のレースへの参加経験の証明をしなければ参加出来なかった。大会マニュアル上ではウィンドブレーカーの携帯を推奨していたが義務としていなかった。

## 事故と天候

### 地理と危機対応

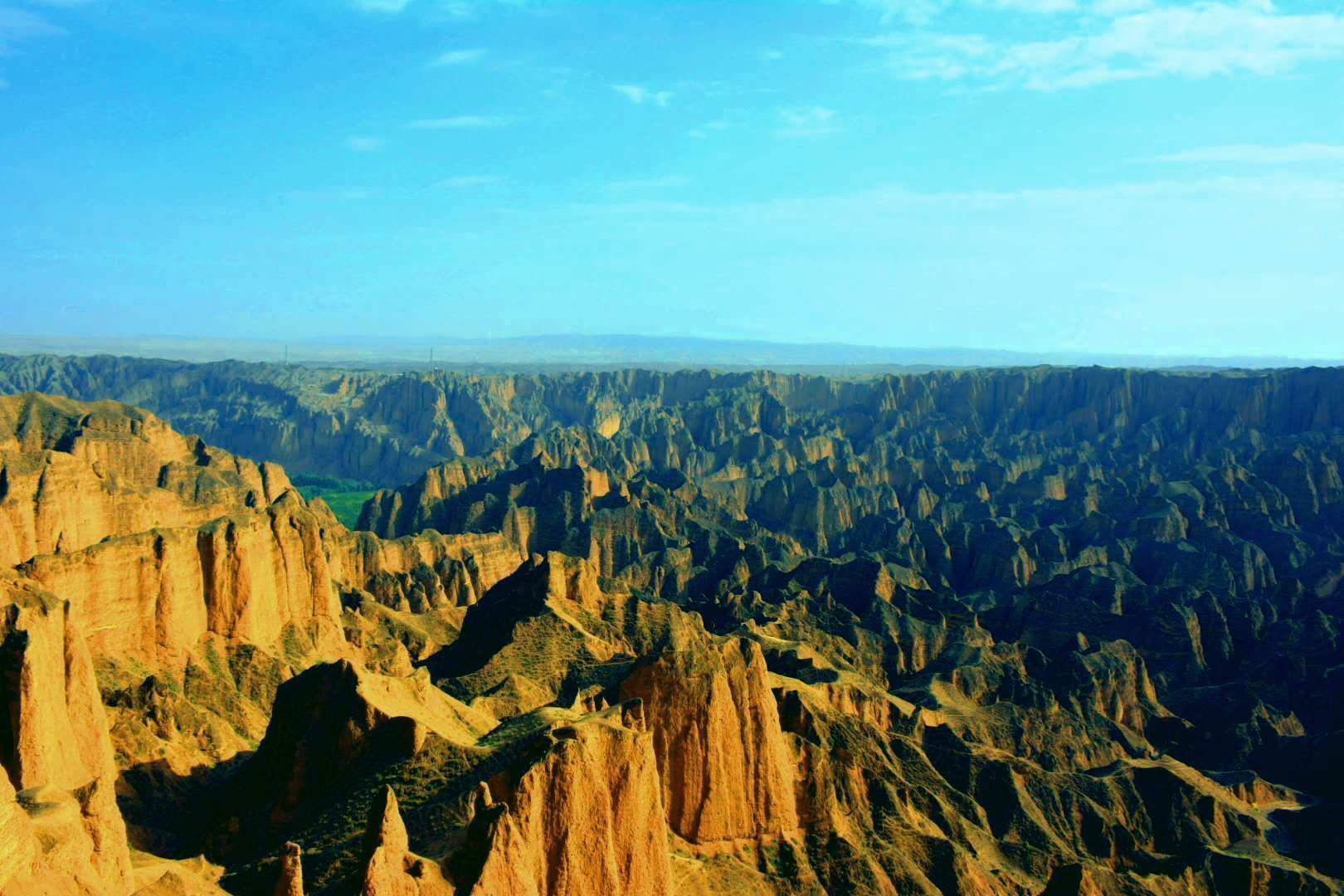
黄河石林

事故が発生した100 kmのコースは黄河石林の米家山沿いに設けられた。この辺りは南には黄土高原へと、北にはトングリ砂漠へと続くカルスト地形があり、土壌はもっぱら沖積層で出来た砂岩であった。レースの開始地点は標高1,595 mにあり、最高地点であった第3チェックポイントは2,230 mにあった。
コースの内の第2と第3チェックポイントは幅狭く地面が荒れていて、車で行けるような道ではなく、天気が良好でも辿り着くのに1〜2時間のハイキングを要する悪路であり、なおかつ携帯電話の電波が届かない地域であった。それにも係わらず大会コーディネーターは第2と第3チェックポイント間にスタッフや救護所を一切設けなかった上、電波が入らない事を認識出来なかった。その結果としてトレイルランニング参加者の救助要請や捜索活動を阻む要因となった。

### 参加者の服装

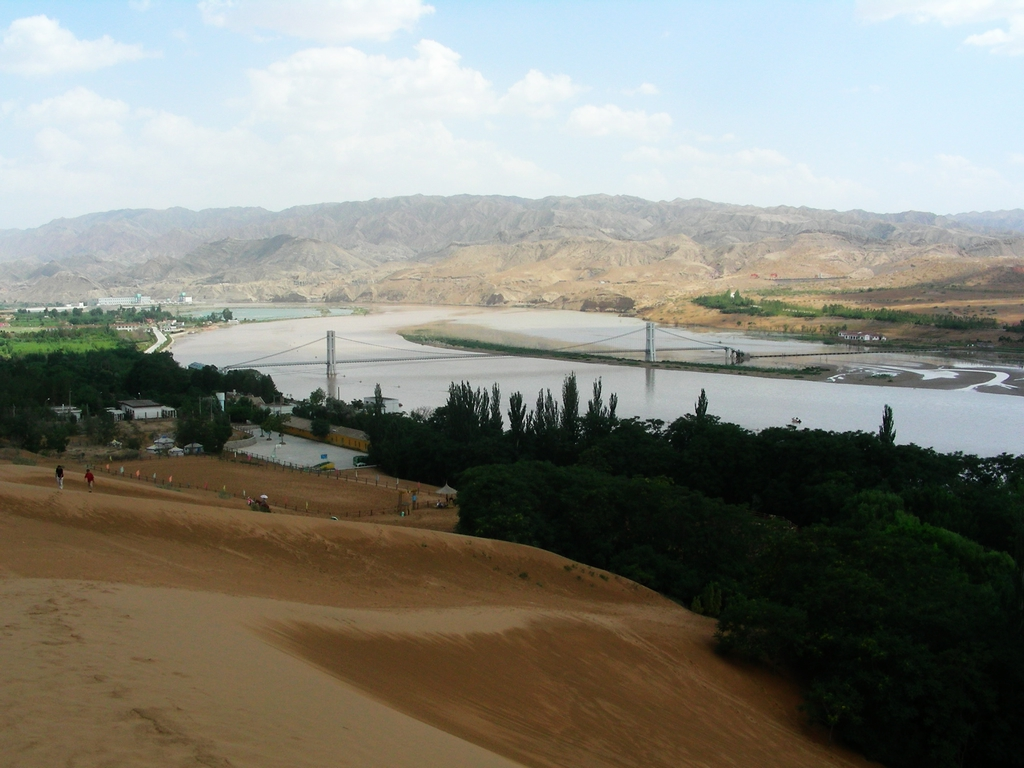
事故現場からおよそ80kmの地点では写真のようにトングリ砂漠の南端が黄河と沙坡頭区とぶつかっている。事故当時の天気予報では強風と黄砂の予報が出ていた。

まだ天気が良かった事故前夜、主催者側が参加者側に夜用の荷物をスタート地点から62km離れた第6チェックポイントまで運ぶ事を提案した。これまでの大会の気温が暖かった事もあり参加者の多くは身軽に走るためウィンドブレーカーを主催者側に預けた。
しかし前夜の午後9時50分頃の時点で中国気象局は現場一帯に24時間以内に平均風速が最大で秒速13.8 m/s、最大風速で17.1 m/sの黄砂を伴う突風が吹くと言う予想を発表。甘粛省の気象台も同じ日に21日から22日にかけ黄砂を伴う強風と気温低下、および降雨の予想を発表した上で気象対流の強まりを原因とした突然の豪雨や雹、落雷や突風が起きる可能性を気象情報として発表していた。

### レース中に前線直撃

コースの地図

2021年5月22日の午前9時 (CST) に100 kmのトレイルランニングが開始された。午前10時30分に北向きだった第3チェックポイントは北から降りてきた寒冷前線の直撃を受けはじめていた。

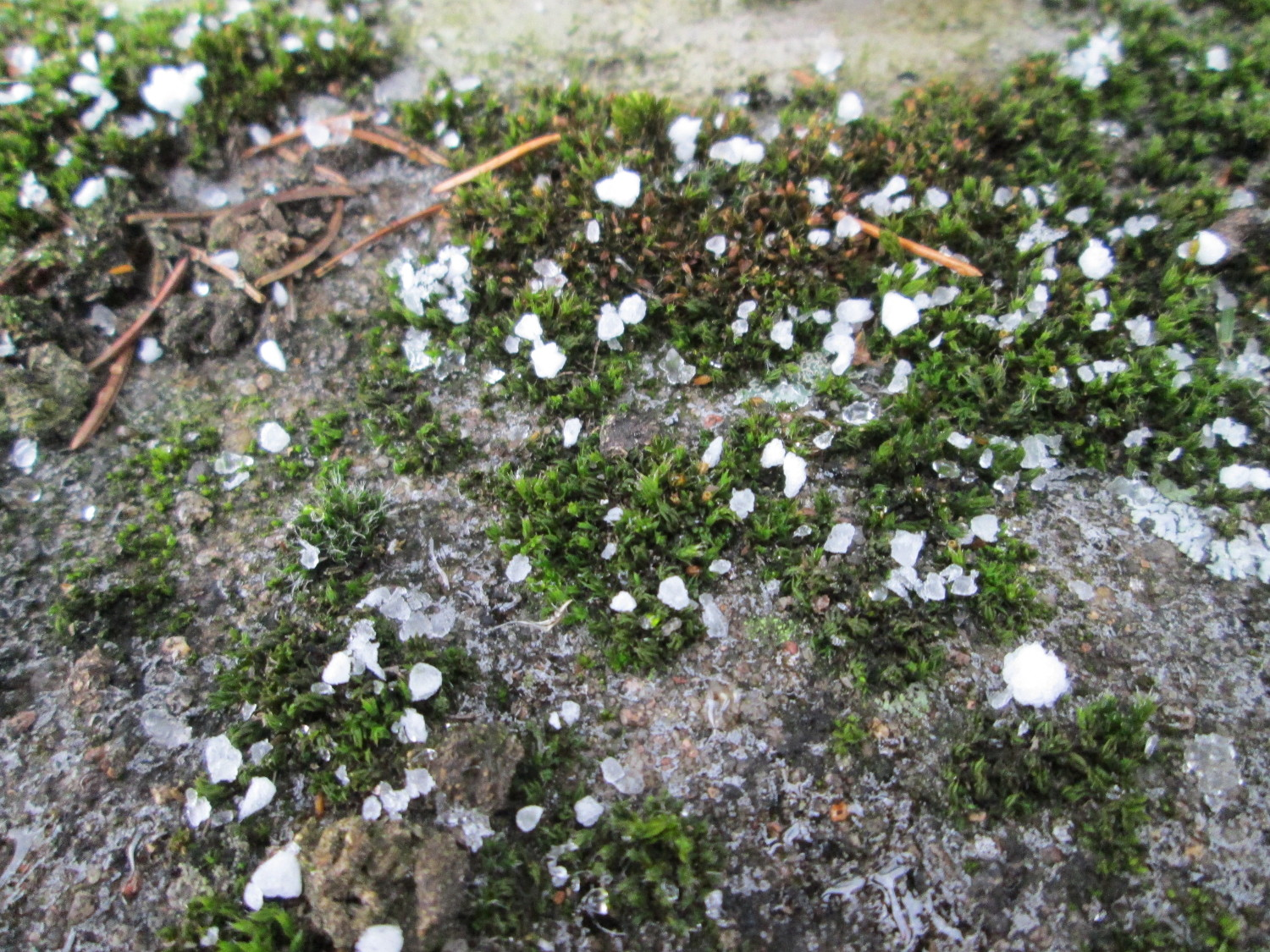
霰（現場とは違う場所での撮影）

現場周辺では午前8時からの5時間以内に気温は5–7 °C下がったが、それに加えて雨と霰を伴った突風も断続的に吹いた。 平均風速は13.8 - 17.1 m/s、最大瞬間風速は24.4 m/s付近まで観測し、そしてその風は3-5 mmの降水を伴っていた。レース開始直後の第1および第2チェックポイントで参加者が感じたであろう体感温度は7 °C程度だったのに対し、10時50分の時点で3 °Cまで低下した。最高地点にあった第3チェックポイントに至っては朝の10時では1 °Cだったのが11時20分から13時50分の間で-5 °Cまで下がった。参加者たちの間では雹や雨氷の目撃証言が多数寄せられたが、2つの気象現象が同時に観測されるのはあり得ないとして事故調査では霰が降っていたのだろうと結論付けている。
強風から身を守ろうと岩の影に隠れていた参加者は強風によりエマージェンシーブランケットを飛ばされた上、先行していた上位グループは第3チェックポイント付近で霧と強風に巻かれ、更に低体温症によりコースを見失い迷子になった。

## 捜索と救助での失敗

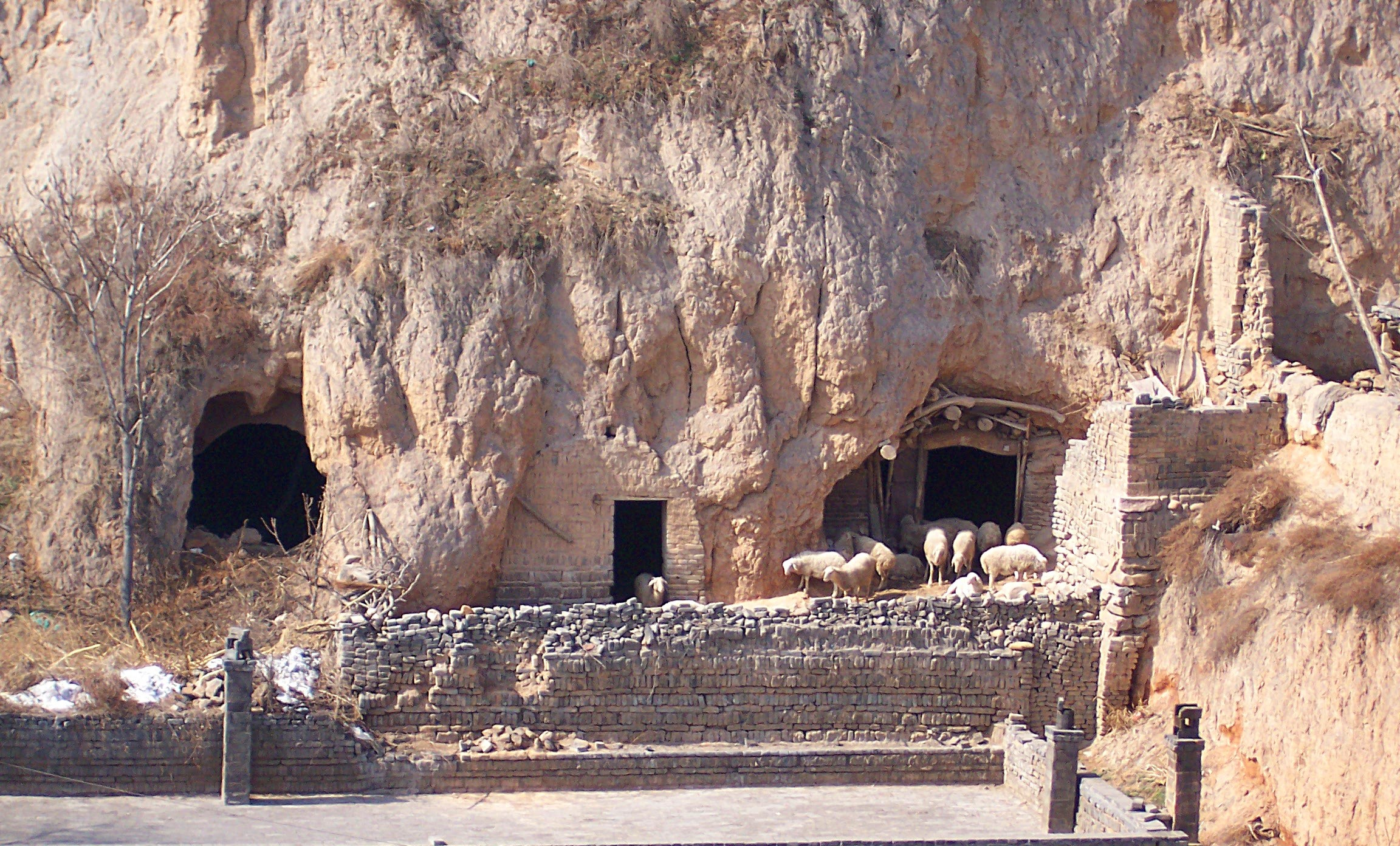
黄土高原にある典型的な窰洞

### 事故発生一時間以内の状況
甘粛晟景体育文化発展有限公司は参加者にGPS装置の携帯を義務付けていて、そのGPS装置からの最初の救助要請は11時50分に発せられたが、主催者側はこれに気づかずにいた。その約30分後の12時17分にWeChatの公式メッセージグループにも事態を知らせるメッセージが投稿され、この時初めて主催者側は状況を把握した。十数分後の12時30分頃には同グループにランナー10人が体温を保つため身体を抱き合っている写真が投稿された。スタート地点に待機していた藍天救援隊と呼ばれる民間救助隊の一部の隊員が事故発生地帯に向かったが、彼らの装備は万全とは言えるものではなかったものの、午後2時までにはまだ歩ける状態だった18人のランナーを近くのロッジに退避させる事に成功した。
この緊急を要する事態において、助けの手を差し伸べたのは偶然近くにいた羊飼いであった。この羊飼いは羊を放牧しに13時から14時頃に羊と共に米家山付近にいたところ、低体温症で動けなくなっていたランナーを発見し、6人を暖かくしていた窰洞へ連れ、救助する事に成功した。しかし羊飼いは救助した6人を介抱している際に他にも3人のランナーが死んでいるのを見たという。

### 村人達に与えられた指示
黄河石林大景区管理委員会は14時30分に中泉鎮の首長に「アスリート達に冬用の装備を持っていかなければならない」と指示をした。この指示は現場に一番近かった常生村へと伝達されたが、指示の曖昧さもあり村民は事の重大さを把握できず、先述の羊飼いが16時42分に電波が入る場所に移動しランナー二人の死亡を伝えて状況を理解した。その数十分前の16時頃にオートバイを持っていた村民一人が村を出発し、6時台に口から泡を吹いて倒れていた参加者を救助した。その後常生村から60人ほどの男性が出発し、8時までに第3チェックポイントにたどり着いた。

### 消防隊が9時間後に到着
15時34分に地元住民が白銀市緊急センターに最初の通報を入れ、33キロメートル (21 mi)離れた場所にあった景泰県消防署から16時21分に消防隊員が出動した。17時45分には車でアクセス可能であった第4チェックポイントに到着し、3時間かけて第3チェックポイントまで徒歩で移動した。この時点で彼らの任務は救出ではなく死体回収であった。消防隊員は熱探知ドローンやレーダーも持ってきていたが、何度か暗闇の中で道に迷い、村人の誘導を要する場面が何回かあった上、低体温症を確認および対処する方法を知らなかったため死んだように見えたランナーにCPR等を施す事はしなかった。反面、この事故で遭難したランナー達にとってより役立ったのは羊飼いのような寒さに慣れていて暖かくするノウハウを有していた地元の人間達であった。

## 犠牲者
最終的に21人（男性18人、女性3人）が死亡し、8人が軽傷となる惨事となった。死者は全員先頭集団にいたランナー達で第3チェックポイント付近で寒冷前線が直撃し、強風をもろに受けた恰好となった。反面、走る速度が比較的遅めの女性参加者達らは寒冷前線の直撃を避けられた。最終的に第4チェックポイントまでリタイアせず辿り着く事が出来たのは172人中4人のみだった。この4人はかなり後ろの方を走っていて、第2チェックポイントを通過したのは一番早くて11時9分頃だった。一方でこの大会のレコードホルダーだった犠牲者の一人の梁晶は10時42分に1位で通過していた。梁は自身が身に着けていたスポーツウォッチには心拍数が13時8分頃に0になった事を記録していた。梁以外にこの大会で亡くなった有名選手では2019年に中国第10回障害者運動会で聴力障害部門マラソン優勝者の黄関軍がいる。

## 影響

### 行政処分
事故から数週間経った6月9日、この件で規律検査部門の調査を受けていた景泰県の共産党委員会書紀の李作璧が飛び降り自殺をしたと報じられた。この自殺は中国国内では党内のスケープゴートにされたのではないかと言う憶測を呼んだ。
最終的に李以外の31人の大会関係者に何らかの処分が下された

### 中国国内の他のスポーツ大会への影響
6月2日には国家体育総局は監督組織がない高リスクのスポーツイベントを全て中止すると発表した。対象となったのは山岳地帯や砂漠で行われるトレイルランニングやウイングスーツでの飛行、長距離レースなどである

### 中国国外への影響
本件が発生した当時の日本は、COVID-19の流行によるアウトドア人気からトレイルランニングの愛好者が増えており、2021年5月24日には日本トレイルランナーズ協会から注意喚起がなされた。